# Anormenis apicalis
Anormenis apicalis är en insektsart som först beskrevs av Melichar 1902.  Anormenis apicalis ingår i släktet Anormenis och familjen Flatidae. Inga underarter finns listade i Catalogue of Life.